# جون كريستي
جون كريستي (بالإنجليزية: John Christie)‏ (1 يناير 1883 في المملكة المتحدة - 1 يناير 1956 في المملكة المتحدة) هو لاعب كرة قدم بريطاني (وحمل سابقاً جنسية المملكة المتحدة لبريطانيا العظمى وأيرلندا) في مركز الظهير. لعب مع مانشستر سيتي ومانشستر يونايتد ونادي برينتفورد ونادي برادفورد بارك أفنيو.